# يوسف عز الدين
يوسف عز الدين بن عبد العزيز الأول (بالتركية العثمانية: یوسف عزالدین أفندي؛ وبالتركية الحديثة: Yusuf İzzeddin Efendi). كان ولي عهد ابن عمه السلطان محمد الخامس العثماني ( رشاد ) بن عبد المجيد الأول بصفته أكبر أفراد الأسرة العثمانية سنا غير أنه توفي عام 1335 هجرية قبل وفاة السلطان محمد الخامس (رشاد)، وقيل بأنه انتحر وقيل بأن جماعة الإتحاد والترقي قتلوه لأنه عارض السلطان محمد الخامس في دخول الدولة العثمانية حليفا مع ألمانيا في الحرب العالمية الأولى.